# Aplicaciones en HTML
Las HTML applications o aplicaciones en HTML son programas ejecutados por parte de Internet Explorer bajo un programa llamado mshta.exe que hace que un código de HTML sea ejecutado como si fuera una aplicación.
Aunque HTML es un lenguaje que utilizan los ordenadores y los programas de diseño de páginas web, es muy fácil de entender y escribir por parte de las personas. En realidad, HTML son las siglas de HyperText Markup Language. El lenguaje HTML es un estándar reconocido en todo el mundo y cuyas normas define un organismo sin ánimo de lucro llamado World Wide Web Consortium, más conocido como W3C. Como se trata de un estándar reconocido por todas las empresas relacionadas con el mundo de internet, una misma página escrita en HTML se visualizará de forma muy similar en cualquier navegador bajo distintos sistemas operativos.
Si tienes un ordenador Lliurex puedes acceder a un código HTLM en Pluma, no hay que descargarla, ya está predeterminada, después sólo tienes que poner a tu lado el panel donde se visualiza el contenido que vas haciendo y listo.
El propio W3C define el lenguaje HTML como "un lenguaje reconocido universalmente y que permite publicar información de forma global". Desde su creación, el lenguaje HTML ha pasado de ser un lenguaje utilizado exclusivamente para crear documentos electrónicos a emplearse en diversas aplicaciones electrónicas especializadas como buscadores, tiendas "en línea" y banca electrónica.

## Código
```
<HTML>

<HEAD>
   <TITLE>HTA Application Tag</TITLE>

   <HTA:APPLICATION
   ID = "oApp"
   APPLICATIONNAME = "HTA Application Tag 2001"
   BORDER = "thick"
   CAPTION = si
   ICON = "app.ico"
   SHOWINTASKBAR = si
   SINGLEINSTANCE = si
   SYSMENU = si
   WINDOWSTATE = "normal"
   SCROLL = si
   SCROLLFLAT = si
   VERSION = "1.0"
   INNERBORDER = si
   SELECTION = "no"
   MAXIMIZEBUTTON = si
   MINIMIZEBUTTON = si
   NAVIGABLE = si
   CONTEXTMENU = si
   BORDERSTYLE = "normal"
   >
</HEAD>

<BODY>
</BODY>

</HTML>

```

Puedes crear una aplicación para ser ejecutada guardando el archivo en vez de *.html o *.htm guardándolos en *.hta, pero no será correctamente una hta.
Para ello dentro de <HEAD>...</HEAD> incluya <HTA:APPLICATION... >
- Datos: Q109310856